# 헥터 세르노
헥터 세르노(Hector Sarno, 1880년 4월 24일 ~ 1953년 12월 16일)는 이탈리아 왕국의 배우이다.
나폴리에서 태어났으며 패서디나에서 사망하였다.

## 영화
- 크로크 앤 대거 (1946년)
- 벨 포 아다노 (1945년)
- 늑대인간의 울음 (1944년)
- 미이라의 저주 (1944년)
- 데이 갓 위 컨버드 (1943년)
- 쾌걸 조로 (1940년)
- 발라라이카 (1939년)
- 포효하는 20년대 (1939년)
- 돌아온 조로 (1937년)
- 위 윌리 윙키 (1937년)
- 더 로드 투 글로리 (1936년)
- 명랑한 사기 (1935년)
- 메리 위도우 (1934년)
- 비바 빌라! (1934년)
- 지옥의 시장 (1933년)
- 고잉 헐리우드 (1933년)
- 하이 프레셔 (1932년)
- 스마트 머니 (1931년)
- 뻐꾸기 (1930년)
- 서니 사이드 업 (1929년)
- 왕중왕 (1927년)
- 씨 호크 (1924년)
- 클레오파트라 (1917년)